# 拉瑟爾靈山
46°58′00″N 12°21′00″E / 46.96667°N 12.35°E

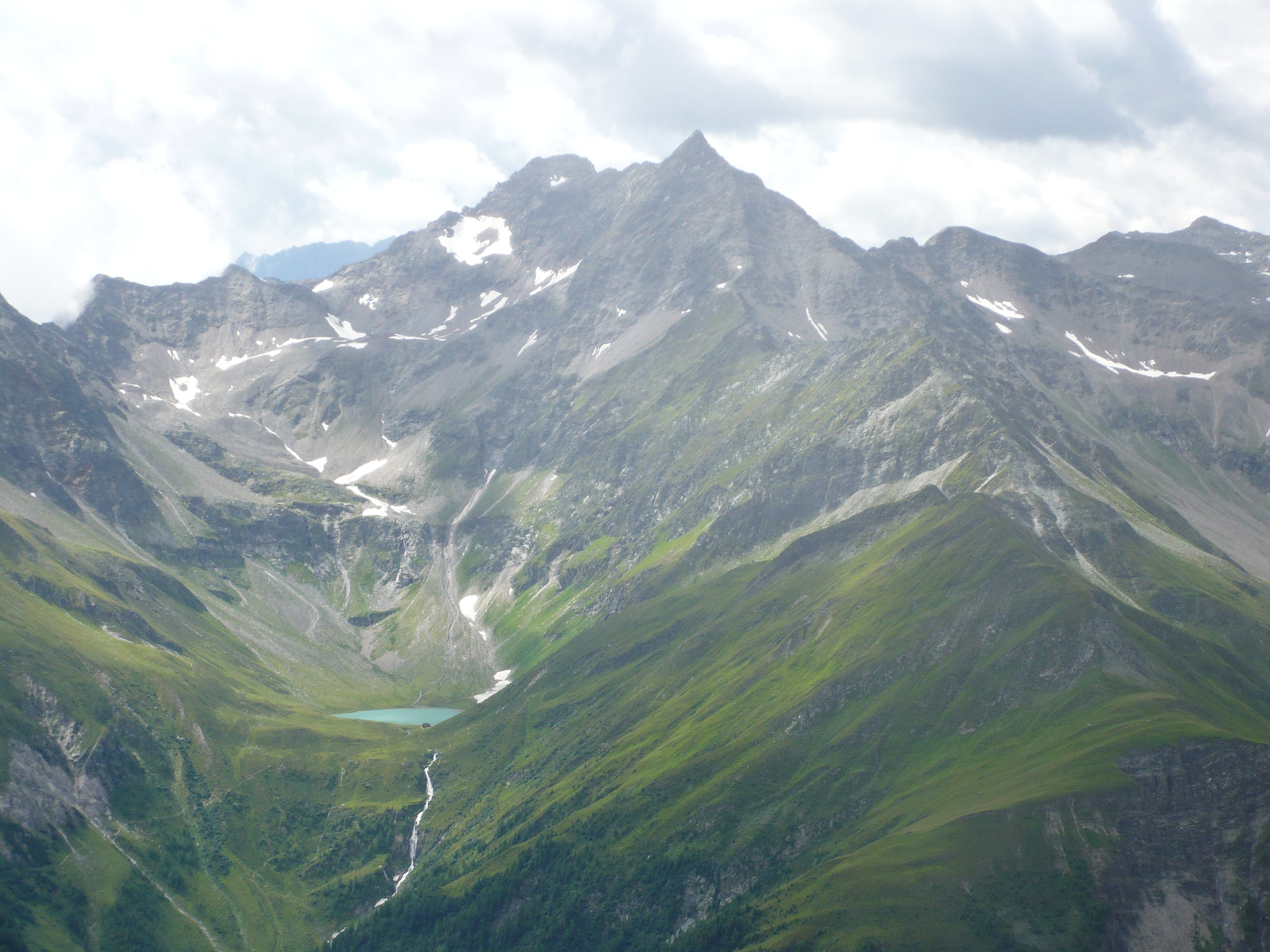

拉瑟爾靈山（德語：Lasörling），是奧地利的山峰，位於該國西部，由蒂羅爾州負責管轄，屬於維內迪傑山脈的一部分，海拔高度3,098米，每年平均降雨量1,874毫米。